# Oreometra fifae
Oreometra fifae là một loài bướm đêm trong họ Geometridae.